# 祁順
祁順（1434年—1497年），字致和，号巽川，廣東東莞縣人，明朝政治人物。天順庚申進士，弘治間官至江西布政使。

## 生平
景泰元年（1450年）庚午科廣東鄉試第十二名舉人，天順四年（1460年）庚辰科進士，授兵部主事，镇山海关，任满，改户部主事，督饷臨清，累升户部郎中，成化十一年（1475年），赐一品服，出使朝鲜。歸國，尋升江西左參政，因事牵连，降为贵州石阡府知府，以母丧去職。
弘治年间，调云南知府。弘治六年（1493年），升任山西右参政，两年後晉福建右布政使。不久，转江西左布政使。弘治十年（1497年）十一月卒于官。

## 事跡

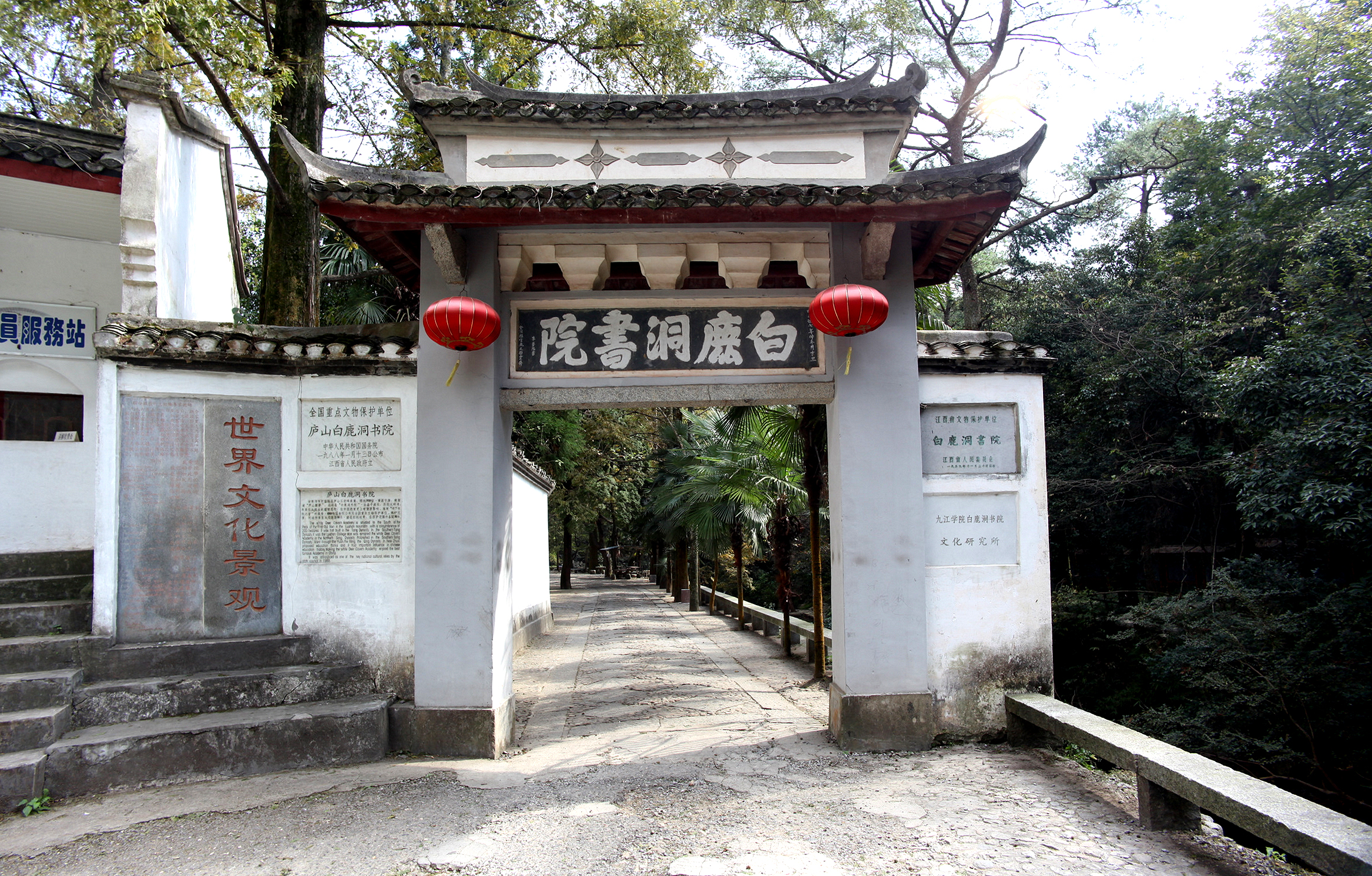
白鹿洞書院正門

江西布政使任内，曾捐俸修葺庐山白鹿书院。

## 著作
有《巽川集》、《使東稿》、《冷菴翠渠倡和》、《寶安雜詠》等。修《石阡府志》。

## 家族
曾祖祁以泰。祖父祁振宗。父祁秉剛。母盧氏。慈侍下。弟祁顼。